# Nanocuris
Nanocuris is een geslacht van uitgestorven zoogdieren dat tot de Deltatheroida behoort en daarmee verwant is aan de buideldieren. Dit dier leefde in het Laat-Krijt in Noord-Amerika.
Op basis van een incomplete onderkaak met tanden werd in 2007 Nanocuris improvida beschreven. Het fossiel werd gevonden in de Frenchman-formatie in de Canadese provincie Saskatchewan. Op basis van dit fossiele materiaal werd Nanocuris ingedeeld bij de Eutheria. Nieuwe vondsten in de Lance Creek-formatie in Wyoming leidde echter tot herindeling bij de Deltatheroida. Aan de hand van de morfologische informatie van het nieuwe specimen konden ook vijf oudere specimen van deltatheroiden uit de Lance Creek- en Scollard-formatie worden toegeschreven aan Nanocuris.
Het gewicht van Nanocuris wordt geschat op 523 gram.